# Châtelneuf (Loara)
Châtelneuf – miejscowość i gmina we Francji, w regionie Owernia-Rodan-Alpy, w departamencie Loara.
Według danych na rok 1990 gminę zamieszkiwało 240 osób, a gęstość zaludnienia wynosiła 28 osób/km² (wśród 2880 gmin regionu Rodan-Alpy Châtelneuf plasuje się na 1388. miejscu pod względem liczby ludności, natomiast pod względem powierzchni na miejscu 1236.).